# Иванов, Константин Васильевич (полковник)
Константин Васильевич Иванов (1894—1977) — участник Белого движения на Юге России, командир офицерского батальона 2-го Корниловского полка, полковник.

## Биография
Из дворян. Образование получил в Санкт-Петербургской духовной семинарии, где окончил два класса. Воинскую повинность отбывал в 145-м пехотном Новочеркасском полку, 24 февраля 1914 года был произведен в прапорщики запаса армейской пехоты по Петербургскому уезду.
С началом Первой мировой войны был призван в лейб-гвардии Преображенский полк и назначен младшим офицером в 11-ю роту. Был дважды ранен, за боевые отличия награждён несколькими орденами, в том числе орденом Св. Анны 4-й степени с надписью «за храбрость». Произведен в подпоручики 9 ноября 1915 года, в поручики — 7 июля 1916 года, в штабс-капитаны — 25 ноября того же года. На 2 мая 1917 года — командующий 11-й ротой Преображенского полка. Произведен в капитаны 23 сентября 1917 года.
В Гражданскую войну участвовал в Белом движении на Юге России в составе ВСЮР и Русской армии. В июле 1919 года был назначен помощником командира офицерской роты вновь сформированного 2-го Корниловского полка. В сентябре 1919 года был назначен командиром офицерской роты названного полка, а затем командиром офицерского батальона, в который была развернута рота. В июле 1920 года в Крыму — командир батальона во 2-м Корниловском полку, в каковой должности оставался до эвакуации Крыма. На 18 декабря 1920 года — в штабе 2-го батальона Корниловского полка в Галлиполи. В том же году был произведен в полковники и некоторое время состоял помощником командира 2-го батальона полковника Левитова. С 1925 года был командиром батальона Корниловского военного училища, исполнял должность начальника училища.
С начала 1930-х годов в эмиграции во Франции. Был начальником Национальной организации русских разведчиков (НОРР) во Франции. Состоял членом Гвардейского объединения и объединения лейб-гвардии Преображенского полка, а также членом парижского отдела правления Союза русских военных инвалидов во Франции. В 1960 году участвовал в съезде Союза русских военных инвалидов во Франции. Скончался в 1977 году в Париже. Похоронен на кладбище Сент-Женевьев-де-Буа. Был женат.

## Награды
- Орден Святой Анны 4-й ст. с надписью «за храбрость» (ВП 9.02.1915)
- Орден Святого Станислава 3-й ст. с мечами и бантом (ВП 15.09.1915)
- Орден Святой Анны 3-й ст. с мечами и бантом (ВП 31.01.1917)